# 3. ŽNL Vukovarsko-srijemska NS Vinkovci 2012./13.
Prvenstvo se igralo dvokružno. U viši rang (2. ŽNL Vukovarsko-srijemsku NS Vinkovci) se plasirao prvak NK Lovor Nijemci.

## Tablica
| Mj. | Klub                     | Sus. | Pob | Rem | Por | GR    | Bod       |
| --- | ------------------------ | ---- | --- | --- | --- | ----- | --------- |
| 1.  | NK Lovor Nijemci         | 16   | 13  | 2   | 1   | 43:12 | 41        |
| 2.  | NK Borac Banovci         | 16   | 10  | 3   | 3   | 36:18 | 33        |
| 3.  | NK Đezelem Korođ         | 16   | 7   | 5   | 4   | 32:27 | 26        |
| 4.  | NK Sremac Markušica      | 16   | 7   | 3   | 6   | 29:26 | 24        |
| 5.  | NK Čelik Gaboš           | 16   | 7   | 1   | 8   | 39:35 | 22        |
| 6.  | NK Polet Donje Novo Selo | 16   | 7   | 0   | 9   | 27:30 | 21        |
| 7.  | NK Marinci               | 16   | 5   | 2   | 9   | 21:31 | 17        |
| 8.  | NK Obilić Ostrovo        | 16   | 3   | 3   | 10  | 24:33 | 12        |
| 9.  | NK Podgrađe              | 16   | 2   | 3   | 11  | 13:52 | 3 (-6) ↓1 |

## Rezultati
| NK Lovor Nijemci - NK Borac Banovci 2:2 NK Obilić Ostrovo - NK Sremac Markušica 2:2 NK Đezelem Korođ - NK Polet Donje Novo Selo 2:3 NK Čelik Gaboš - NK Podgrađe 2:2 NK Marinci slobodan | NK Čelik Gaboš - NK Đezelem Korođ 5:3 NK Polet Donje Novo Selo - NK Obilić Ostrovo 2:0 NK Marinci - NK Lovor Nijemci 0:1 NK Podgrađe - NK Borac Banovci 0:3 NK Sremac Markušica slobodan | NK Obilić Ostrovo - NK Čelik Gaboš 1:5 NK Lovor Nijemci - NK Sremac Markušica 6:1 NK Borac Banovci - NK Marinci 3:0 NK Đezelem Korođ - NK Podgrađe 4:1 NK Polet Donje Novo Selo slobodan |
| NK Đezelem Korođ - NK Obilić Ostrovo 2:2 NK Polet Donje Novo Selo - NK Lovor Nijemci 1:2 NK Sremac Markušica - NK Borac Banovci 0:1 NK Podgrađe - NK Marinci 3:1 NK Čelik Gaboš slobodan | NK Lovor Nijemci - NK Čelik Gaboš 5:1 NK Borac Banovci - NK Polet Donje Novo Selo 3:0 NK Marinci - NK Sremac Markušica 2:2 NK Obilić Ostrovo - NK Podgrađe 6:0 NK Đezelem Korođ slobodan | NK Čelik Gaboš - NK Borac Banovci 1:2 NK Đezelem Korođ - NK Lovor Nijemci 1:1 NK Polet Donje Novo Selo - NK Marinci 3:0 NK Podgrađe - NK Sremac Markušica 0:3 NK Obilić Ostrovo slobodan |
| NK Marinci - NK Čelik Gaboš 2:1 NK Borac Banovci - NK Đezelem Korođ 0:0 NK Lovor Nijemci - NK Obilić Ostrovo 2:0 NK Sremac Markušica - NK Polet Donje Novo Selo 3:1 NK Podgrađe slobodan | NK Čelik Gaboš - NK Sremac Markušica 2:0 NK Đezelem Korođ - NK Marinci 1:0 NK Obilić Ostrovo - NK Borac Banovci 0:2 NK Podgrađe - NK Polet Donje Novo Selo 1:2 NK Lovor Nijemci slobodan | NK Polet Donje Novo Selo - NK Čelik Gaboš 0:2 NK Sremac Markušica - NK Đezelem Korođ 0:1 NK Marinci - NK Obilić Ostrovo 1:0 NK Lovor Nijemci - NK Podgrađe 6:1 NK Borac Banovci slobodan |
| NK Borac Banovci - NK Lovor Nijemci 0:1 NK Sremac Markušica - NK Obilić Ostrovo 1:0 NK Polet Donje Novo Selo - NK Đezelem Korođ 2:1 NK Podgrađe - NK Čelik Gaboš 1:0 NK Marinci slobodan | NK Đezelem Korođ - NK Čelik Gaboš 5:2 NK Obilić Ostrovo - NK Polet Donje Novo Selo 2:0 NK Lovor Nijemci - NK Marinci 2:0 NK Borac Banovci - NK Podgrađe 5:1 NK Sremac Markušica slobodan | NK Čelik Gaboš - NK Obilić Ostrovo 5:2 NK Sremac Markušica - NK Lovor Nijemci 2:1 NK Marinci - NK Borac Banovci 2:2 NK Podgrađe - NK Đezelem Korođ 0:0 NK Polet Donje Novo Selo slobodan |
| NK Obilić Ostrovo - NK Đezelem Korođ 2:3 NK Lovor Nijemci - NK Polet Donje Novo Selo 3:0 NK Borac Banovci - NK Sremac Markušica 1:3 NK Marinci - NK Podgrađe 3:0 NK Čelik Gaboš slobodan | NK Čelik Gaboš - NK Lovor Nijemci 2:3 NK Polet Donje Novo Selo - NK Borac Banovci 1:2 NK Sremac Markušica - NK Marinci 1:3 NK Podgrađe - NK Obilić Ostrovo 2:2 NK Đezelem Korođ slobodan | NK Borac Banovci - NK Čelik Gaboš 3:2 NK Lovor Nijemci - NK Đezelem Korođ 3:0 NK Marinci - NK Polet Donje Novo Selo 3:2 NK Sremac Markušica - NK Podgrađe 6:0 NK Obilić Ostrovo slobodan |
| NK Čelik Gaboš - NK Marinci 4:3 NK Đezelem Korođ - NK Borac Banovci 5:3 NK Obilić Ostrovo - NK Lovor Nijemci 1:2 NK Polet Donje Novo Selo - NK Sremac Markušica 3:1 NK Podgrađe slobodan | NK Sremac Markušica - NK Čelik Gaboš 2:1 NK Marinci - NK Đezelem Korođ 1:2 NK Borac Banovci - NK Obilić Ostrovo 4:0 NK Polet Donje Novo Selo - NK Podgrađe 6:1 NK Lovor Nijemci slobodan | NK Čelik Gaboš - NK Polet Donje Novo Selo 4:1 NK Đezelem Korođ - NK Sremac Markušica 2:2 NK Obilić Ostrovo - NK Marinci 4:0 NK Podgrađe - NK Lovor Nijemci 0:3 NK Borac Banovci slobodan |